# 737

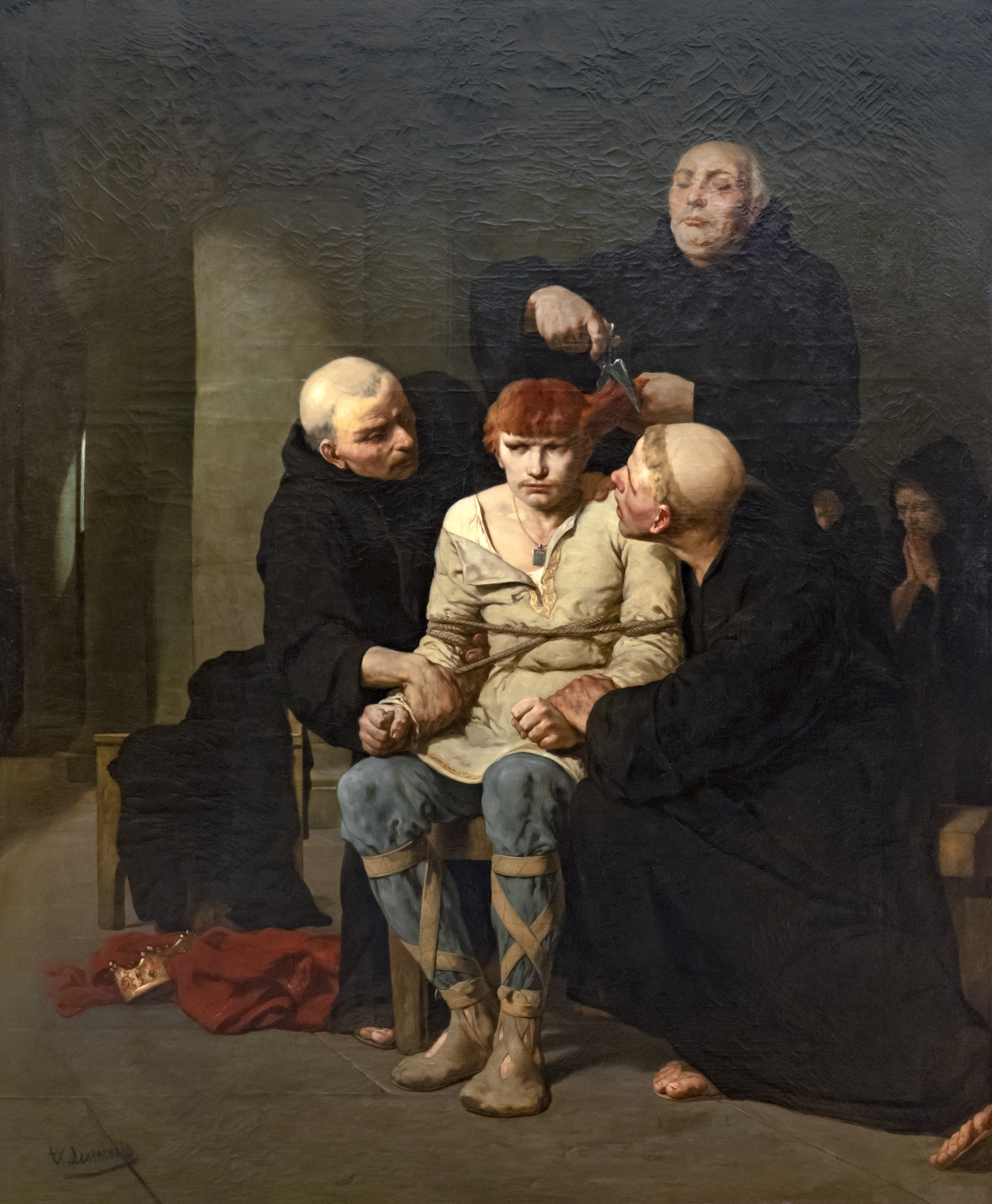
Koning Childerik III wordt verbannen

Het jaar 737 is het 37e jaar in de 8e eeuw volgens de christelijke jaartelling.

## Gebeurtenissen

### Brittannië
- Koning Ceolwulf van Northumbria doet afstand van de troon ten gunste van zijn neef Eadberht en vestigt zich (mogelijk vrijwillig) als monnik in het klooster van Lindisfarne. Tijdens zijn bewind ontstaat er een groeiende rivaliteit onder de Angelsaksische koningshuizen en vindt er een grote hervorming plaats van het Northumbrische muntenstelsel.

### Europa
- Slag bij Avignon: De Franken onder aanvoering van Karel Martel ("de Strijdhamer") heroveren Avignon in Septimanië (Zuid-Frankrijk) en verdrijven de Arabieren uit de stad na een korte belegering. Karel gebruikt met zijn troepen touwladders en stormrammen om de vestingsmuren aan te vallen. Nadat Avignon is ingenomen wordt de stad verwoest.
- Slag bij Narbonne: De Franken onder bevel van Karel Martel belegeren Narbonne, maar weten de stad niet in te nemen. De Longobarden steken met een expeditieleger de Alpen over om Karel hulp te verlenen en vallen de Provence binnen. Ondertussen voert hertog Maurontius een opstand in Marseille en bedreigt de Franken vanuit het zuiden.
- Slag aan de Berre: De Franken onder leiding van Karel Martel onderscheppen een Arabisch invasieleger aan de rivier de Berre (ten westen van Marseille) en verslaan de Arabieren met een infanterieleger, gesteund door zware cavalerie. Dit betekent het einde van de Arabische expansie in Frankrijk en de militaire dominantie van de Omajjaden.
- Na de dood van Theuderik IV blijft de Neustrische troon 7 jaar onbezet en volgt er een interregnum. Karel Martel laat Childerik III, zoon van koning Chilperik II, verbannen naar een klooster en wordt de feitelijke (de facto) heerser van het Frankische Rijk.
- Koning Pelagius van Asturië (huidige Spanje) overlijdt na een regeerperiode van 19 jaar. Hij wordt opgevolgd door zijn zoon Favila en krijgt de taak om de heerschappij van de Arabische Berbers te onderdrukken.
- De Denen bouwen op Jutland (Sleeswijk-Holstein) een verdedigingslinie, die later zal uitgroeien tot de Danevirke. Tijdens de middeleeuwen wordt de constructie versterkt met palissades. (waarschijnlijke datum)

## Catastrofe
- In Japan wordt de hoofdstad Heijō, gelegen op het eiland Honshu, tijdens de Naraperiode getroffen door een pokkenepidemie. Volgens bronnen komt hierbij 30% van de bevolking om het leven. (waarschijnlijke datum)

## Geboren
- Kammu, keizer van Japan (overleden 806)

## Overleden
- Erminus, Frankisch abt
- Pelagius (47), koning van Asturië
- Fujiwara no Fusasaki (56), Japans minister
- Fujiwara no Muchimaro (57), Japans politicus
- Fujiwara no Umakai (43), Japans politicus
- Theuderik IV, koning van de Franken